# ʦ
Cette page contient des caractères spéciaux ou non latins. S’ils s’affichent mal (▯, ?, etc.), consultez la page d’aide Unicode.
Le ts, (minuscule : ʦ) est une lettre additionnelle de l’écriture latine qui a été utilisée dans l’alphabet phonétique international.

## Utilisation
Dans l’alphabet phonétique international, [ʦ] a représenté une consonne affriquée alvéolaire sourde. Le symbole est adopté en 1921 et est remplacé en 1989 par la séquence des symboles des consonnes [t] et [s] : ‹ ts ›, pouvant être liés par un tirant dans les cas ambigus : ‹ t͡s › ou ‹ t͜s ›.

## Représentations informatiques
Le ts peut être représentée avec les caractères Unicode (Alphabet phonétique international) suivants :
| formes    | représentations | chaînes de caractères | points de code | descriptions                        |
| --------- | --------------- | --------------------- | -------------- | ----------------------------------- |
| minuscule | ʦ               | ʦ                     | U+02A6         | lettre minuscule latine digramme ts |